# Torbjörn Harr
Torbjörn Harr, född 21 juni 1959 i Lycksele, är en svensk musiker och skådespelare, bosatt i Umeå, mest känd som revykomiker och Trollet Tryggve i barn-TV-serien Häxan Surtant i Sveriges Television.

## Avstamp i musiken
I tonåren (1976) bildade han som trumslagare tillsammans med Kaj Backman, bas, Lars Lodin, klaviatur, och kusinerna Sven och Kjell Lövbom (senare känd som Kee Marcello) på gitarrer jazzrockbandet Stetson Cody Group, inspirerade av samtida hjältar som Billy Cobham och Mahavishnu Orchestra. Gruppen fick 1978 Rikskonserters arbetsstipendium för fusionsmusik, spelade in en singel, men lades ned 1979 då gitarristerna flyttade till Stockholm.

## Från musik till teater
Tillsammans med Kjell Oscarsson, klaviatur, började Harr i början 1980-talet på den fria teatergruppen Ögonblicksteatern, först som teatermusiker, men allt mer även som skådespelare – ett samarbete som fortsatt intill nutid, främst i barnteater och komedi.

## Showtime
I början av 1990-talet öppnade Torbjörn Harr tillsammans med sin dåvarande fru (Lotta Nordling Harr) restaurang Rådhuskällaren i Umeå, vars lilla scen gav plats för en ny(gammal) scenkultur i Umeå, med tonvikt på show, musik och humor. Så formerades till exempel showgruppen Spirella Girls i januari 1993 just för ett framträdande på Rådhuskällaren. De inblandade – musiker, sångare och inte minst textförfattaren Roger Broman, som tillsammans med journalisten Benny Karlsson skrev det mesta av showernas sångtexter – kom också att medverka i många av de nyårsrevyer och andra shower som Harr (ofta i samarbete med Staffan Ling) satte upp genom det för ändamålet skapade Revybolaget.

## Mer  musik
På senare år har Torbjörn Harr också gästspelat med den Luleåbaserade gruppen ACNE (Avans Country and Northern Ensemble), som förutom Harr på trummor och sång består av Benty Öqvist, gitarr, Bruno Öqvist, bas, Kjell Peder Johansson, gitarr och sång.

## Produktion

### TV-produktioner
- Aktiebolaget Häxan Surtant – 15 avsnitt, inslag i SVT:s jullovsmorgon (2006–2007)
- Häxan Surtant och den fruktansvärda fritiden - 10 avsnitt, SVT vintern (2008–2009)
- Häxan Surtant och landet Häxania - 10 avsnitt, SVT vintern (2012)

### Teater (i urval)
- 2009 Mellanfjärdens Teater: Mina damer och Herman av Charlotte Jones. Regi av Johan Svangren med  Tove Edfeldt, Anna Littorin, Tintin Anderzon, Petra Nielsen och Olle Sarri,[2]
- 2008 Ögonblicksteatern: Kurt kokar skallen (efter Erlend Loes roman).[3]
- 2003 Mellanfjärdens Teater: Mr Ernest av Oscar Wilde. Regi av Figge Norling med  Eric Ericson, Claudia Galli, Johan Svangren, Basia Frydman och Helena Brusell.
- 2001 Mellanfjärdens Teater: Den Jäktade av Ludvig Holberg. Regi Lars Lind. Med bl.a. Anita Wall, Meg Westergren och Figge Norling.
- 1998 Norrlandsoperan/Ögonblicksteatern - Tolvskillingsoperan av Bertolt Brecht och Kurt Weill.
- 1992 Ögonblicksteatern - Falska snäckor (Some like it hot)
- 1991 Ögonblicksteatern - Moment 22 - av Joseph Heller.
- 1990 Ögonblicksteatern - Stundens barn av Staffan Westerberg.
- 1987 Ögonblicksteatern - Berättelsen om det osynliga barnet av Tove Jansson.
- 1986 Ögonblicksteatern - Ringaren av Notre Dame av Victor Hugo.
- 1984 Ögonblicksteatern - Sagan om den lilla farbrorn. Fri bearbetning av Barbro Lindgrens bok med samma namn.
- 1983 Ögonblicksteatern - Väntarna av Werner Aspenström.
- 1981 Ögonblicksteatern - Utan hyfs och fason av Gunilla Bergström.

### Övrigt
- 2009 Penalty Killers – en hockeymusikal – 400 körmedlemmar, 16 musiker ur Norrlandsoperans Symfoniorkester, Hasse Hjorteks Underhållningsorkester och artister som Staffan Ling, Torbjörn Harr och Malin Jonsson stöttade en musikal som skrivits av ungdomar i Umeå och Vancouver, med handlingen invävd i en riktigt ishockeymatch.